# César Zeoula
Pour les articles homonymes, voir Lolohea.
César Lolohea, dit César Zeoula, né le 29 août 1989 à Lifou (Nouvelle-Calédonie), est un footballeur international néo-calédonien qui évolue actuellement au poste de milieu offensif à l'US Chauvigny

## Biographie
Il est originaire de la tribu de Drueulu à Lifou.

### Carrière en club
Il débute à l'AS Lito avant de rejoindre le club de l'AS Mont-Dore puis l'AS Magenta. Il débarque en métropole pour passer un cap, avec comme but de découvrir le monde professionnel. Arrivé sous contrat amateur au Stade lavallois, il connait des débuts difficiles mais passe professionnel en mai 2013. Le déclic se produit en décembre 2013 à la suite d'un discours musclé de Bernard Mottais, lui rappelant qu'il joue son avenir sur cette saison 2013-2014.
Il convainc alors Philippe Hinschberger et connait ses premières minutes de Ligue 2 le 21 février 2014 en entrant en jeu face au FC Istres (défaite 3-4). Après quatre entrées en jeu, il connait sa première titularisation face à l'ESTAC pour le compte de la 32e journée. Il commence réellement à s'imposer dans le onze mayennais la saison suivante, disputant 32 matchs de championnat (dont douze titularisations), trouvant à cinq reprises le chemin des filets et délivrant une passe décisive. Il inscrit son premier but avec les professionnels lors de la première journée face au Chamois Niortais (1-1) et son premier doublé face au Valenciennes FC (2-2) le 8 mai 2015. Au terme de cette saison 2014-2015, il est prolongé de deux ans.

### Parcours international
En 2008 il dispute avec la sélection néo-calédonienne la Coupe de l'Outre-Mer en Île-de-France.
Il remporte en 2011 les Jeux du Pacifique avec la Nouvelle-Calédonie et une nouvelle fois en 2023

## Statistiques
| Saison                | Club                        | Championnat           | Championnat | Championnat | Coupe nationale | Coupe nationale | Coupe de la Ligue | Coupe de la Ligue | Total | Total |
| Saison                | Club                        | Division              | M.          | B.          | M.              | B.              | M.                | B.                | M.    | B.    |
| 2013-2014             | Stade lavallois             | Ligue 2               | 5           | 0           | -               | -               | -                 | -                 | 5     | 0     |
| 2014-2015             | Stade lavallois             | Ligue 2               | 32          | 5           | 1               | 0               | 3                 | 0                 | 36    | 5     |
| 2015-2016             | Stade lavallois             | Ligue 2               | 38          | 3           | 3               | 0               | 4                 | 0                 | 45    | 3     |
| 2016-2017             | Stade lavallois             | Ligue 2               | 14          | 0           | 1               | 0               | 1                 | 0                 | 16    | 0     |
| 2016-2017             | US Créteil-Lusitanos (prêt) | National              | 10          | 1           | -               | -               | -                 | -                 | 10    | 1     |
| 2017-2018             | Stade lavallois             | National              | 28          | 1           | 3               | 0               | 1                 | 0                 | 32    | 1     |
| Total sur la carrière | Total sur la carrière       | Total sur la carrière | 127         | 10          | 8               | 0               | 9                 | 0                 | 144   | 10    |